# ガラティア語
ガラティア語（ガラティアご、英語: Galatian language）はアナトリア（ガラティア）に移住したケルト人の言語である。
インドヨーロッパ語族ケルト語派に属する。紀元前3世紀から紀元4世紀まで使用されていた。書物の言及と碑文がわずかに伝わるのみである。大陸ケルト語に属し、ガリア語と方言の関係にある。
1. ↑  Hammarström, Harald; Forkel, Robert; Haspelmath, Martin et al., eds (2016). “Galatian”. Glottolog 2.7. Jena: Max Planck Institute for the Science of Human History